# Katafygi-Höhle
In Griechenland trägt eine Reihe von Höhlen den Namen Katafygi (griechisch σπηλιές καταφυγής), hauptsächlich jedoch auf der Halbinsel Mani/Peloponnes. Im Griechischen bedeutet καταφυγή (katafygi) „Rückzugsgebiet, Zufluchtsort“.
Fünf der Höhlen befinden sich innerhalb von 40 Kilometern Luftlinie an der Westküste der Mani-Halbinsel. Die Beschreibung erfolgt von Nord nach Süd.
| Name              | ASM  | Ganglänge | Lage                          | Ort            | Präfektur | Region         |
| ----------------- | ---- | --------- | ----------------------------- | -------------- | --------- | -------------- |
| K. Megali Madinia | ?    | ?         | 36° 57′ 39″ N, 022° 09′ 28″ O | Megali Madinia | Messenien | Peloponnes     |
| K. Vatsinidi      | 0620 | ?         | 36° 52′ 06″ N, 022° 14′ 42″ O | Kardamyli      | Messenien | Peloponnes     |
| K. Selinitsas     | 0036 | 3500 m    | 36° 48′ 10″ N, 022° 17′ 51″ O | Agios Nikolaos | Messenien | Peloponnes     |
| K. Trachilas      | ?    | ?         | ?                             | Trachila       | Messenien | Peloponnes     |
| K. Dirou          | 0287 | 0700 m    | 36° 38′ 18″ N, 022° 22′ 26″ O | Pyrgos Dirou   | Lakonien  | Peloponnes     |
| K. Dryopidas      | ?    | 1200 m    | 37° 22′ 58″ N, 024° 25′ 51″ O | Dryopida       | Kythnos   | Südliche Ägäis |

## Megali Madinia

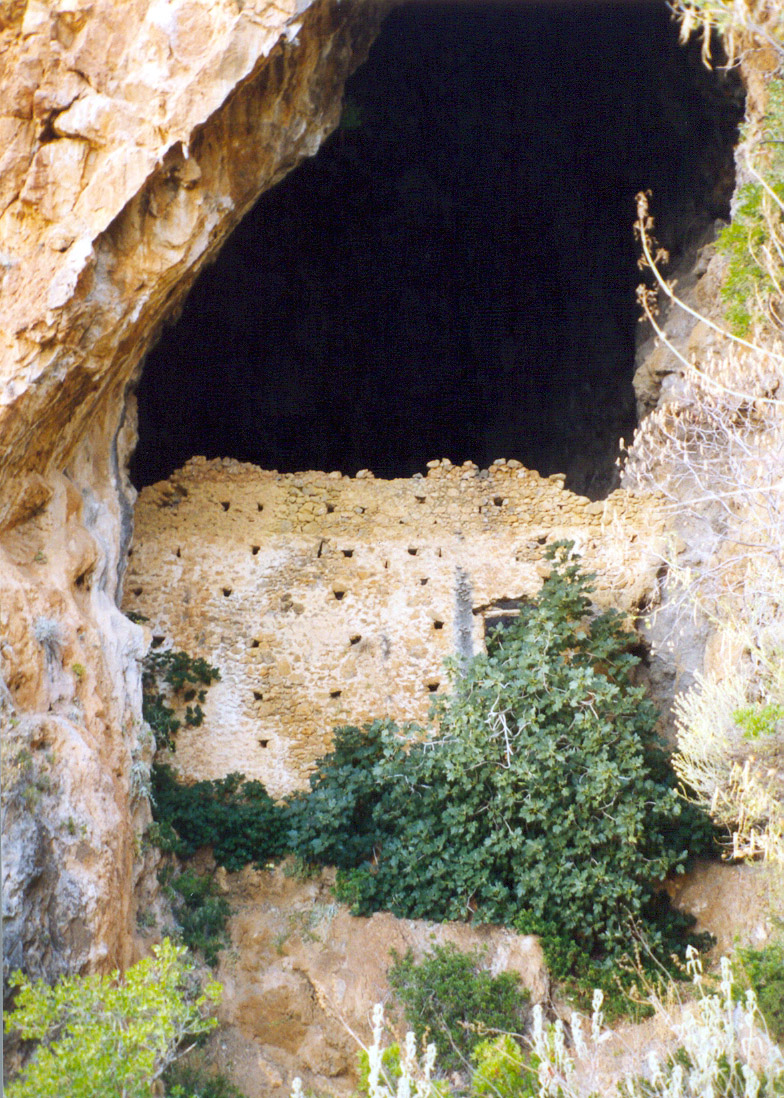
Eingang

Lage: Peloponnes/Messenien; in der Nähe von 36° 57′ 39″ N, 22° 9′ 28″ O, ein Kilometer nordwestlich von Megali Madinia (griechisch Μεγάλη Μαντίνεια).

## Vatsinidi
Auch: Katafygi Kardamylis

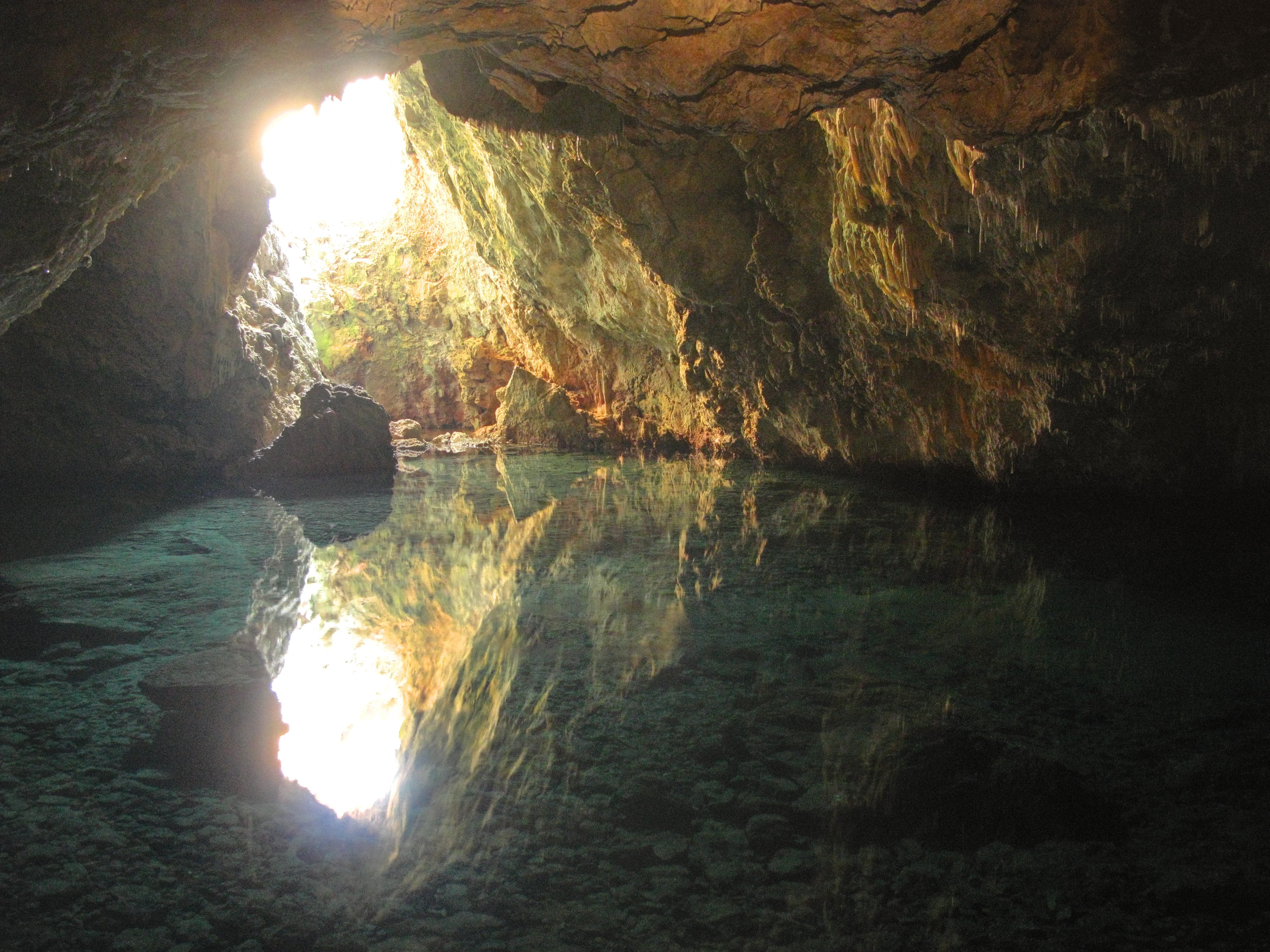
Schacht / See

Lage: Peloponnes/Messenien; 36° 52′ 6″ N, 22° 14′ 42″ O, 3,6 Kilometer südlich von Kardamyli (griechisch Καρδαμύλη) 250 Meter nördlich der Fonias-Bucht (griechisch κόλπος Φονιάς).
Der Haupteingang befindet sich in einer Doline, der zweite oberirdische Zugang ist ein Schacht. Die Höhle ist durch ein etwa 20 Meter tiefes „ertrunkenes“ Portal mit dem Meer verbunden. Die Höhle umfasst 2400 m², davon sind 1100 m² ein See.
Die erste Beschreibung erfolgte durch Ioannis Petrocheilos in den frühen 1950er Jahren. Versinterte Steinmauern belegen die jahrhundertealte Benutzung.

## Selinitsas

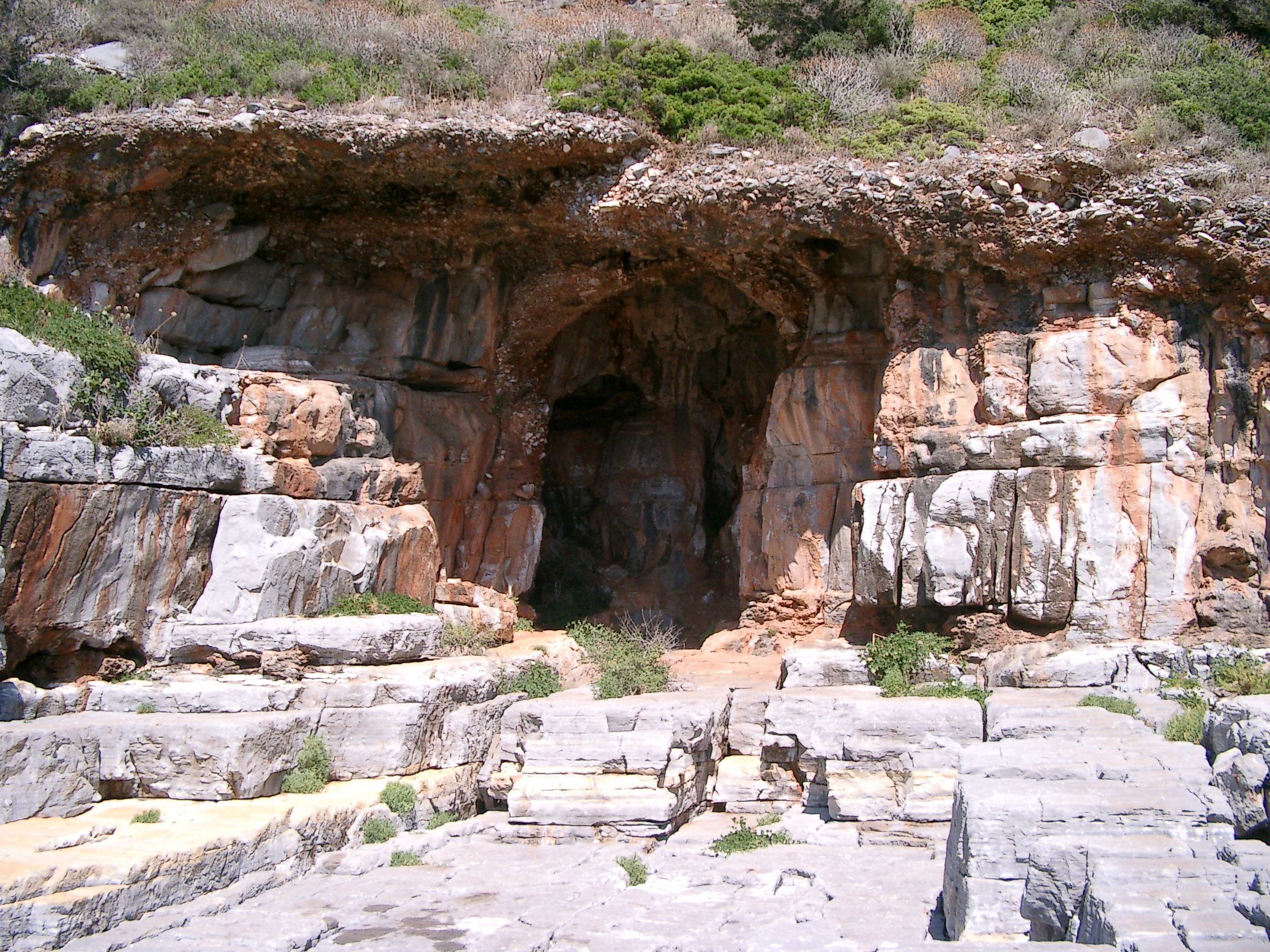
Eingang

Lage: Peloponnes/Messenien; 36° 48′ 10″ N, 22° 17′ 51″ O, 3,5 Kilometer südlich von Agios Nikolaos (griechisch Άγιος Νικόλαος).
Fundstätten von menschlichen Knochen und schwarzer Tonware bezeugen die frühere Bedeutung als Kultstätte oder Schutzort.
Mit einer Gesamtlänge von vier Kilometern ist das Selinitsa-Drakos-System die viertlängste Höhle Griechenlands (Stand 2005).

## Trachilas
Lage: Peloponnes/Messenien; etwa 2,5 Kilometer südlich von Trachila (griechisch Τραχήλα).
Die Höhle besteht aus drei Etagen; der Eingang ist durch eine Schutzmauer versperrt.

## Dirou
Lage: Peloponnes/Lakonien; 36° 38′ 18″ N, 22° 22′ 26″ O, bei Pyrgos Dirou (griechisch Πύργος Διρού) unterhalb von Areopoli (griechisch Αρεόπολη).
Eine der drei Höhlen von Pyrgos Dirou (neben Glyfada und Alepotrypa). Die Höhle besteht aus zwei Etagen; der Eingang ist durch eine Mauer mit Schießscharten verschlossen. Die Gänglänge beträgt 700 Meter bei einer Fläche von 2700 m². Die Verwendung der Höhle ist seit der Jungsteinzeit bis heute belegt; vor allem während der Zunahme der Piraterie unter Osmanischer Herrschaft.

## Dryopidas

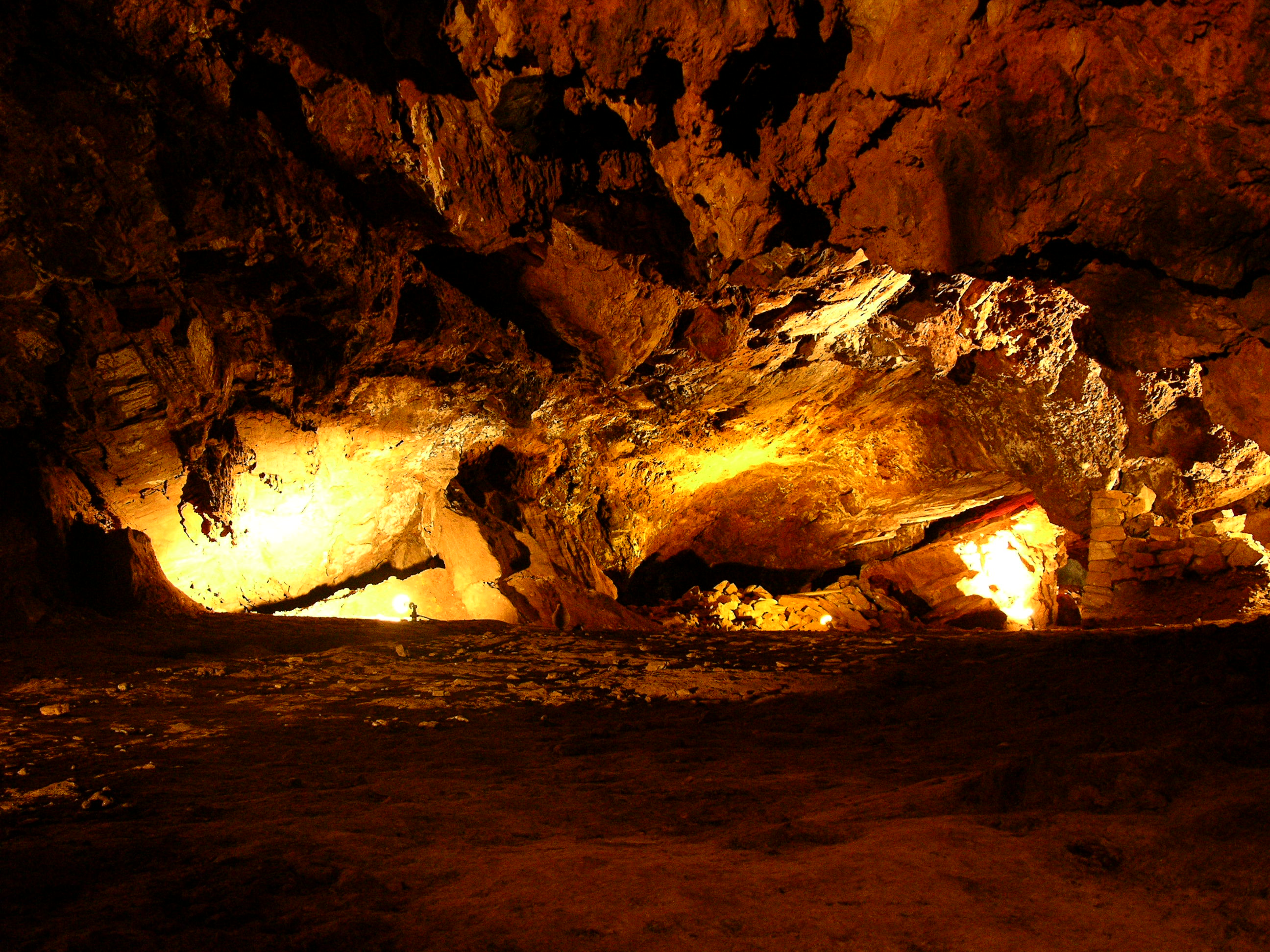
Schauteil

Lage: Kykladen/Kythnos; in der Nähe von 37° 22′ 58″ N, 24° 25′ 51″ O bei der Ortschaft Dryopida in der Nähe von Fires (Φιρές).
Im Gegensatz zu den anderen Katafygi-Höhlen ist die Katafiki Dryopidas keine Tropfsteinhöhle; Speläotheme (mit Ausnahme einiger weniger Sinterfahnen) fehlen gänzlich. Die Befahrung durch den sächsischen Geologen Karl Gustav Fiedler gilt als erste wissenschaftliche Beschreibung einer Höhle in Griechenland.
Die Ganglänge beträgt 1200 Meter. Ein Teil der Höhle diente von 1908 bis 1939 als Eisenerzmine und ist als Schauhöhle eingerichtet.